# Заплавне (озеро)
Запл́авне — озеро у Дарницькому районі Києва, ландшафтний заказник місцевого значення.

## Розташування
Озеро розташоване у заплаві річки Дніпро між вулицями Березнева, Заплавна і Вітовецька.

## Опис
Походження озера частково пов'язано з тим, що тут кілька десятиріч тому видобували торф. Згодом водойма була поглиблена у зв'язку з видобутком піску для намиву території прилеглих житлових масивів. 

## Сучасний стан
22 травня 2022 року озеру разом з прибережно-захисною смугою надано статус заказника площею 70,8 га. Статус надано з метою збереження екосистеми озера у природному стані. Тут виявлено три види амфібій, зокрема ропуха зелена та жаба гостроморда, які охороняються Бернською конвенцією. Ця територія також є місцем гніздування 11 видів птахів, значна кількість яких є рідкісними або зникаючими.
Тепер на східному березі переважає котеджна забудова. Окрему групу утворюють озера Сонячне, Гарячка та Прірва.

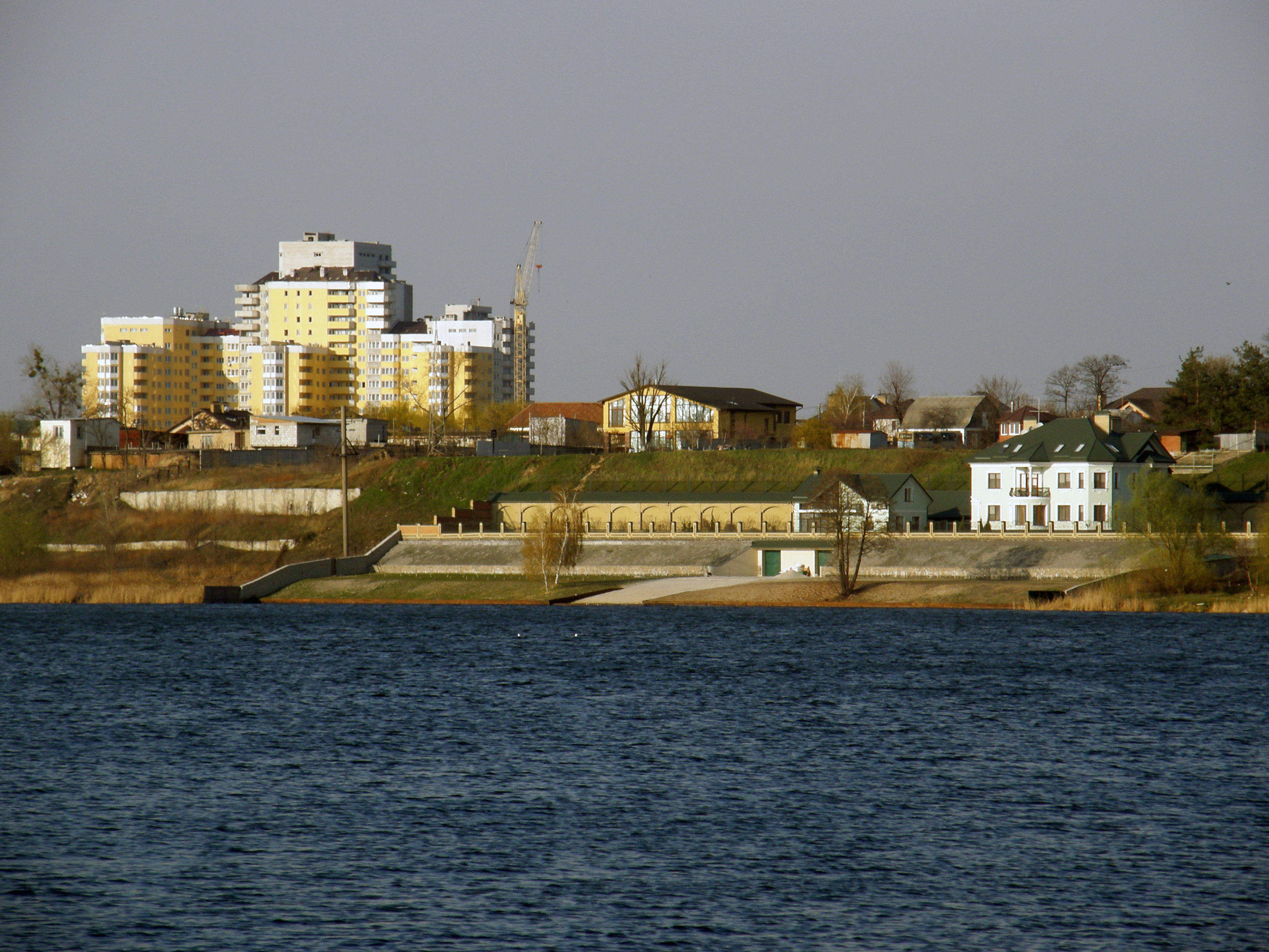
озеро і навколишня забудова Бортничів
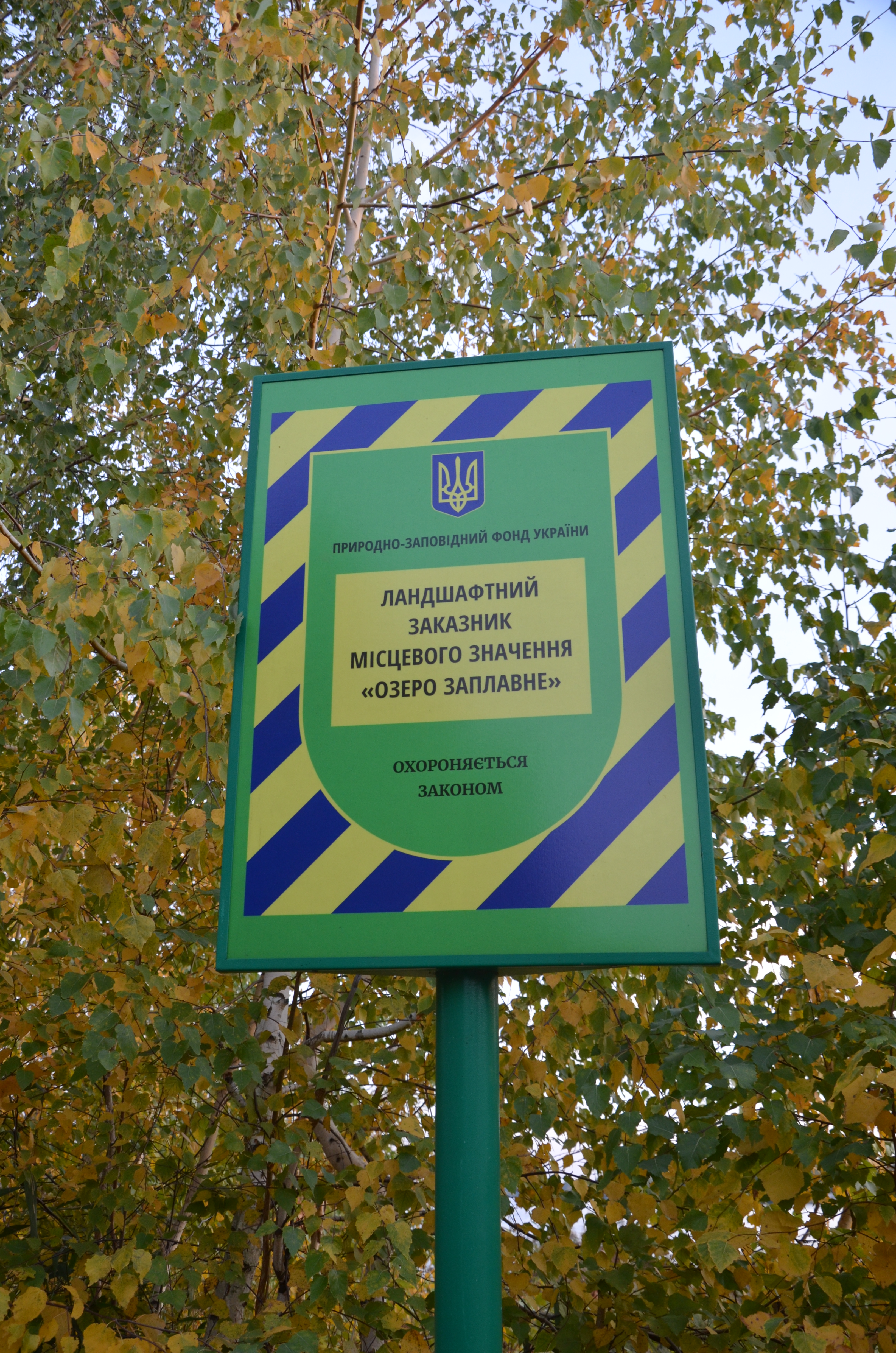
Інформаційний знак заказника
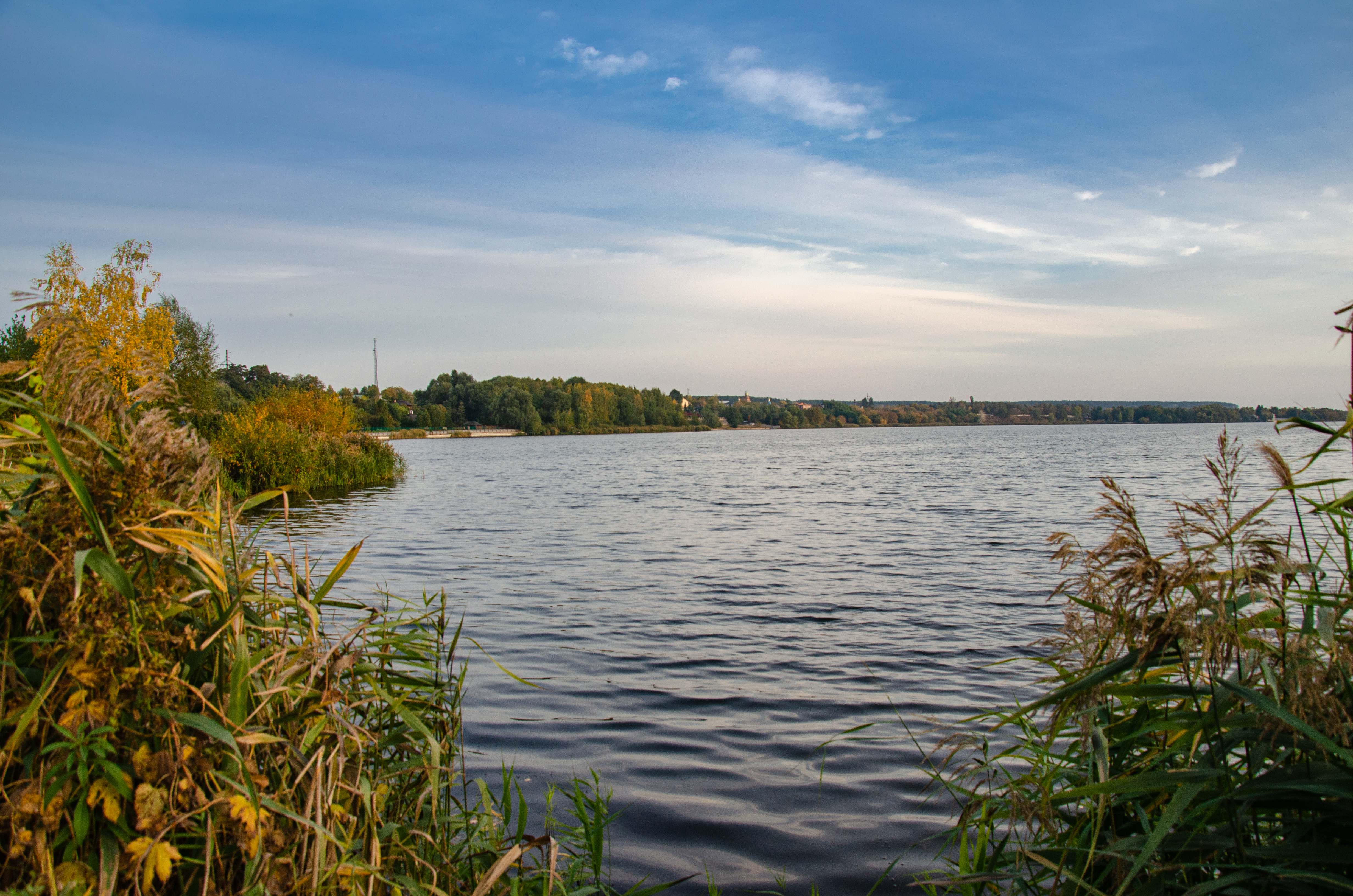
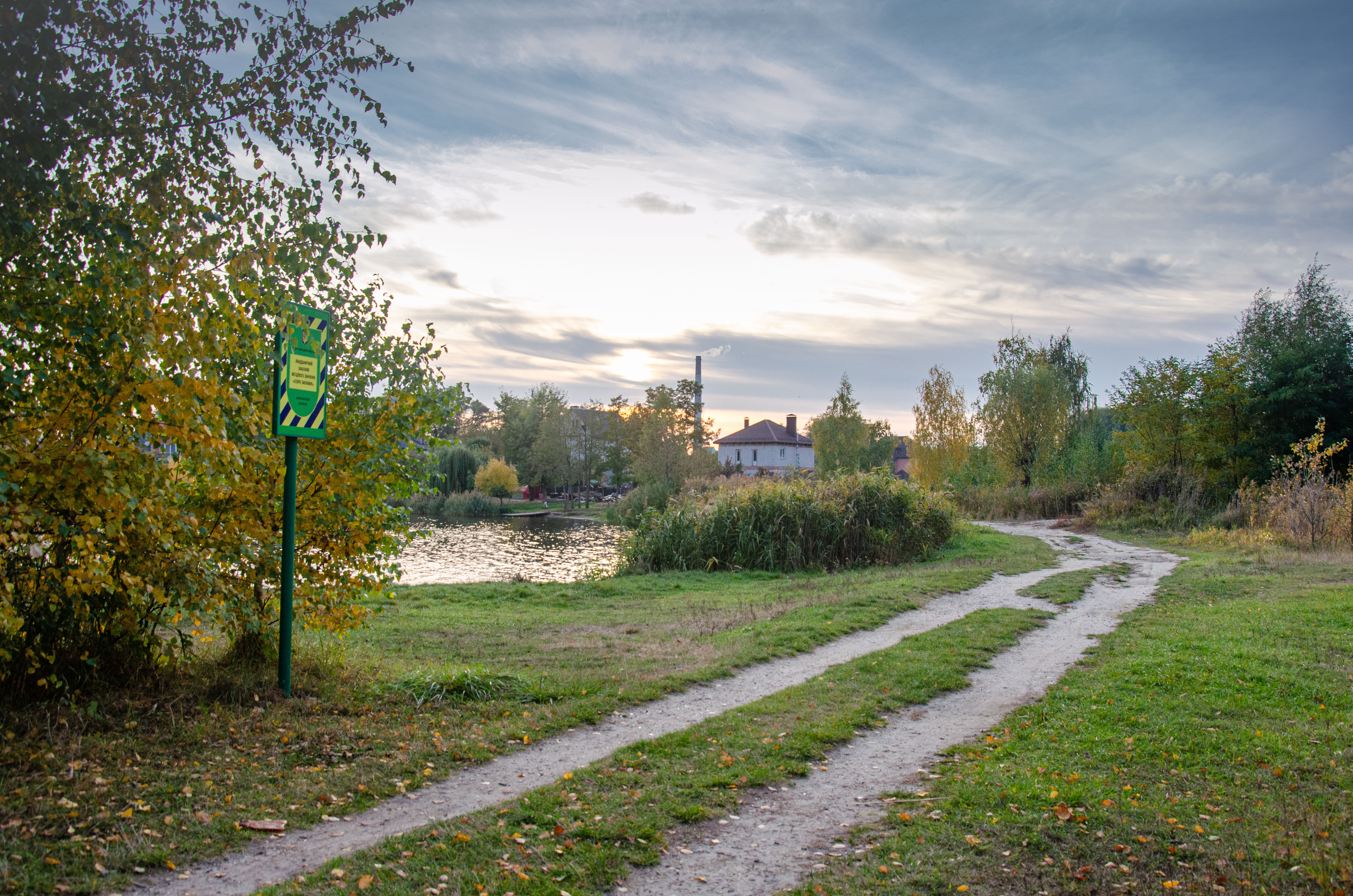